# Ngân hàng Phát triển Hồi giáo
Ngân hàng Phát triển Hồi giáo (tiếng Ả Rập: البنك الإسلامي للتنمية, đã Latinh hoá: al-Banku al-ʾIslāmiyu Liltanmiyati) là một tổ chức tài chính phát triển đa phương tập trung vào tài chính Hồi giáo để phát triển cơ sở hạ tầng và có trụ sở tại Jiddah, Ả Rập Xê Út. Tổ chức này gồm 57 quốc gia thành viên có cổ phần với cổ đông lớn nhất là Ả Rập Xê Út.
Ngân hàng Phát triển Hồi giáo là một tổ chức tài chính quốc tế để hỗ trợ và phát triển tiến bộ kinh tế và xã hội của các quốc gia thành viên. Nó được thành lập để thực hiện tuyên bố về ý định do Hội nghị Bộ trưởng Tài chính của các quốc gia Hồi giáo ban hành, được tổ chức tại Jeddah, vào tháng Dhul Qi'dah 1393 AH (tháng 12 năm 1973 sau Công nguyên). Cuộc họp khai mạc của Hội đồng Thống đốc được tổ chức tại thành phố Riyadh, vào tháng Rajab 1395 AH (tháng 7 năm 1975 sau Công nguyên). Ngân hàng chính thức khai trương vào ngày 15 tháng Shawwal 1395 AH (20 tháng 10 năm 1975 sau Công nguyên).

## Thành viên
Thành viên hiện tại của Ngân hàng bao gồm 57 quốc gia. Điều kiện cơ bản để trở thành thành viên là quốc gia thành viên tương lai phải là thành viên của Tổ chức Hợp tác Hồi giáo (OIC), đóng góp vào vốn của Ngân hàng và sẵn sàng chấp nhận các điều khoản và điều kiện như có thể được quyết định bởi Hội đồng thống đốc IDB.

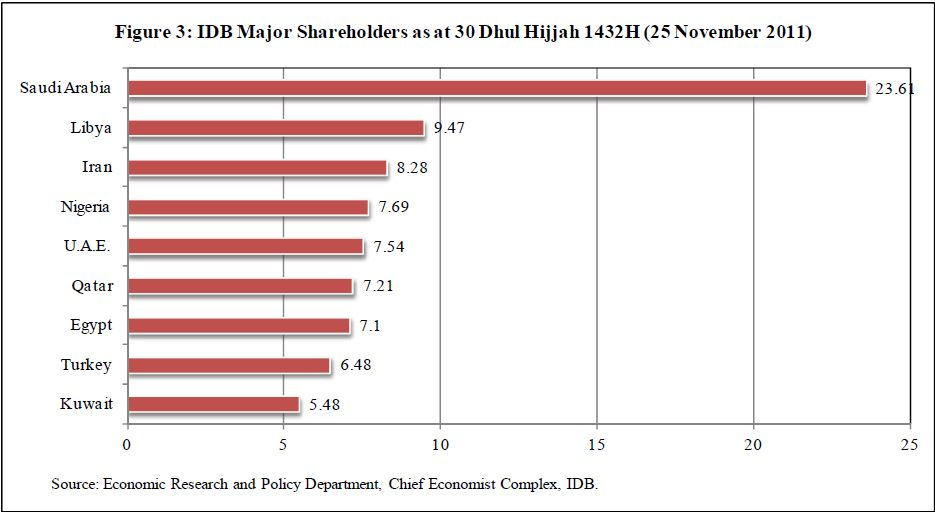
Các cổ đông chính của IDB tại thời điểm 30 Dhul Hijjah 1432H (25 tháng 11 năm 2011)

Các cổ đông chính của IDB tại thời điểm tháng 8 năm 2015,:
1. Saudi Arabia (26,57%)
2. Algeria (10,66%)
3. Iran (9,32%)
4. Ai Cập (9,22%)
5. Thổ Nhĩ Kỳ (8,41%)
6. Các tiểu vương quốc Ả Rập thống nhất (7,54%)
7. Kuwait (7,11%)
8. Pakistan (3,31%)
9. Libya (3,31%)
10. Indonesia (2,93%)

## Nhóm IDB

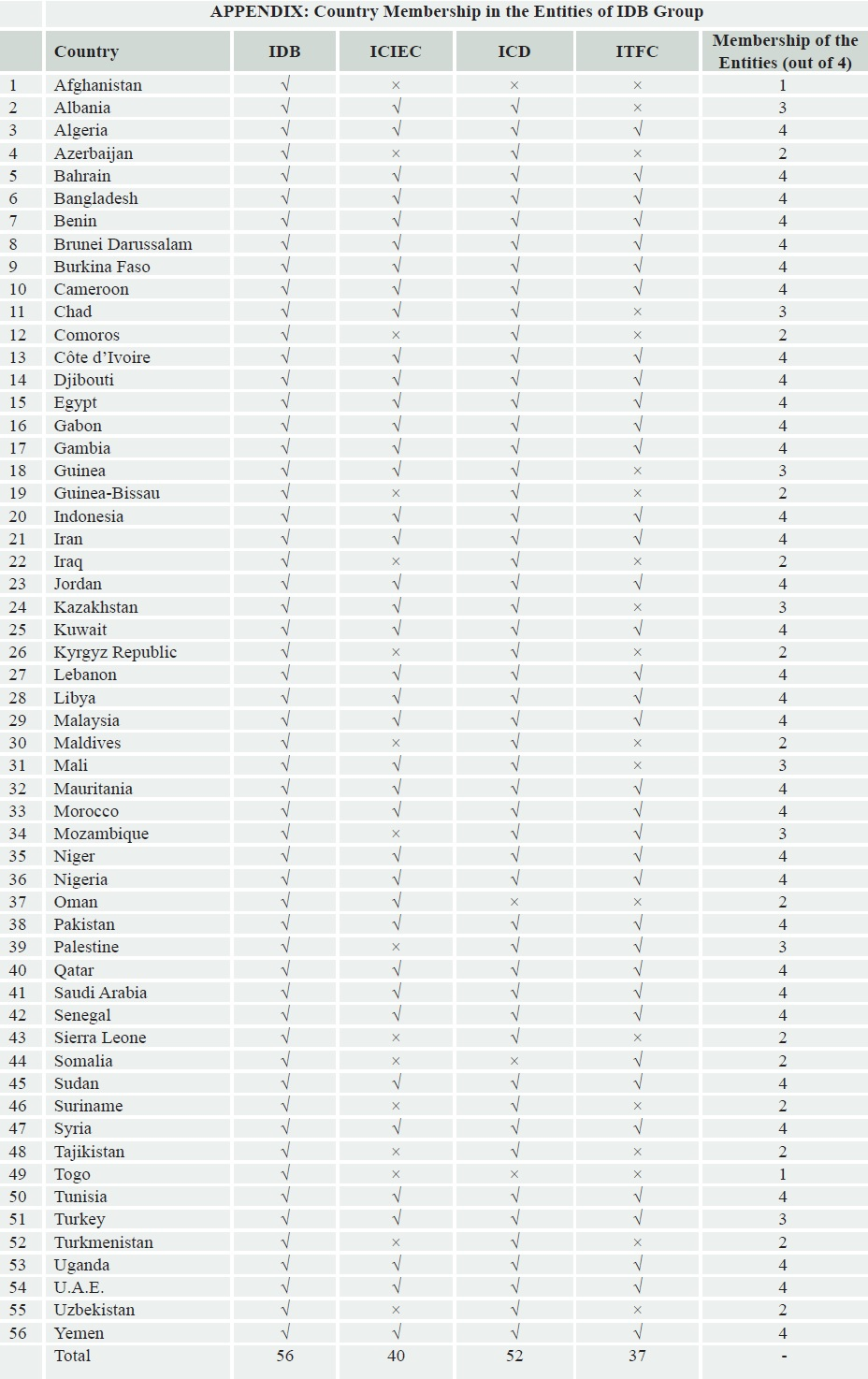
Tư cách thành viên quốc gia trong các thực thể của IDB Group https://www.isdb.org/irj/go/km/docs/document/IDBDevelopments/INET/English/IDB/CM/Publications/IDBgroupBrief2013.pdf

- IDB Review by DinarStandard